# Chrysiptera sheila
Chrysiptera sheila és una espècie de peix de la família dels pomacèntrids i de l'ordre dels perciformes.

## Morfologia
Els mascles poden assolir els 10,3 cm de longitud total.

## Distribució geogràfica
Es troba des de la Mar d'Aràbia (costa d'Oman) fins al Golf d'Oman (al voltant de Masqat, Oman).